# Kalzeubet Pahimi Deubet
Kalzeubet Pahimi Deubet (in arabo كالزوبيد بحيمي دولي‎?; Lac Léré, 1º gennaio 1957) è un politico e imprenditore ciadiano, che è stato dal novembre 2013 al febbraio 2016 primo ministro del Ciad e dal maggio 2018 all'aprile 2021 Ministro di Stato, Ministro Segretario Generale presso la Presidenza della Reppublica.

## Biografia
Ha una laurea in economia. Dopo la laurea, Kalzebe ha insegnato ed è entrato in affari, diventando direttore generale di un'azienda di cotone, la Coton Tchad.
Era già stato alla guida dei ministeri della Funzione pubblica, della Giustizia e delle Comunicazioni. Ex governatore della regione di Chari-Baguirmi e Bahr el-Ghazal, è anche l'ex capo di gabinetto del Presidente della Repubblica.
L'11 maggio 2018 è stato nominato Ministro di Stato, Ministro Segretario generale presso la Presidenza della Repubblica.
Il 1º dicembre 2019, Kalzeubé Pahimi Debeut è stato posto in custodia di polizia in seguito a una denuncia presentata dall'Ispettorato generale dello Stato. È accusato di concorso in frode, abuso d'ufficio e tentata appropriazione indebita di fondi pubblici. L'8 gennaio 2020 l'ex Primo Ministro è stato assolto dai tribunali.